# Бронзовая медаль

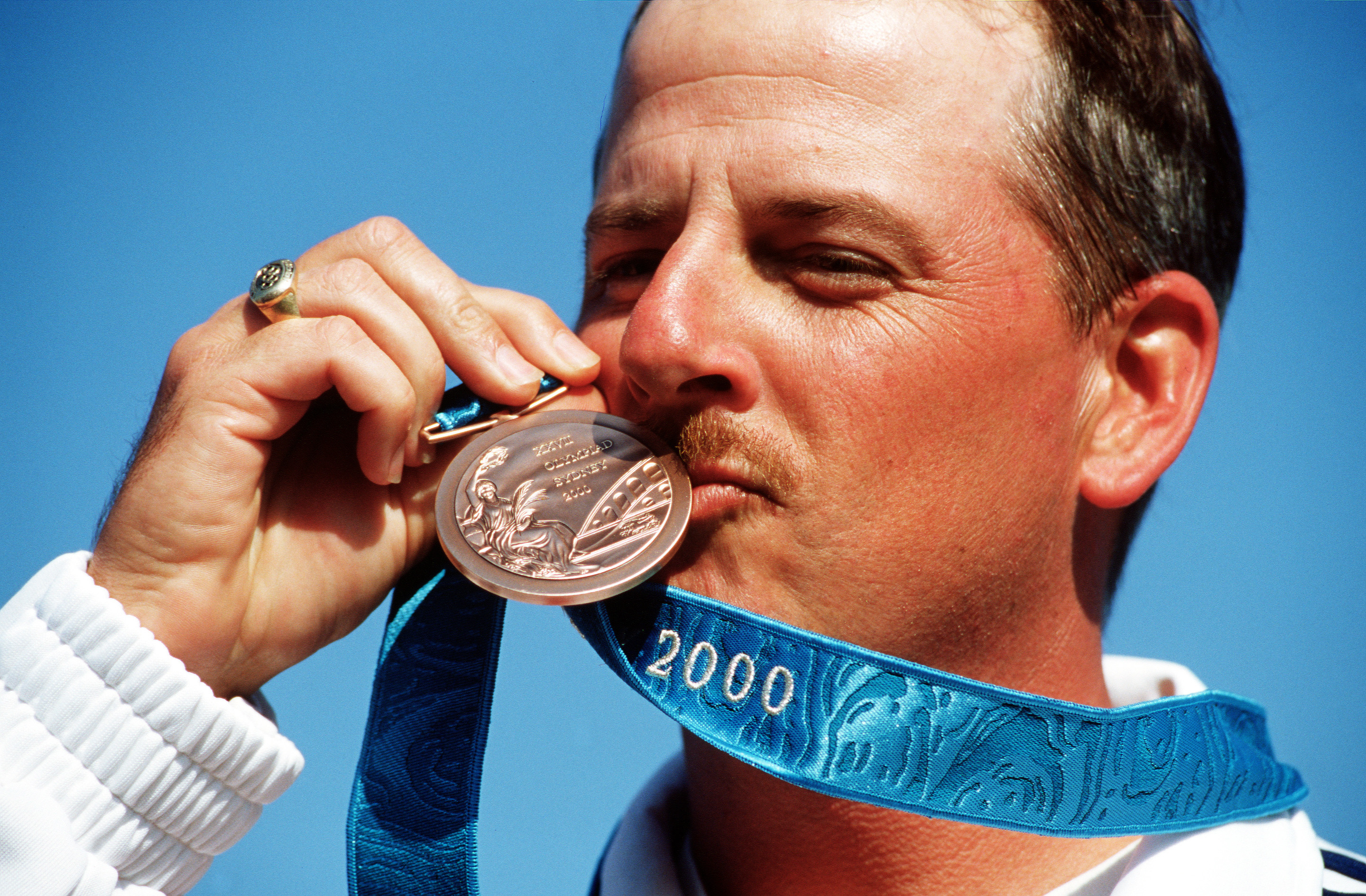
Спортсмен, целующий бронзовую олимпийскую медаль (Сидней-2000)

Бронзовая медаль — один из видов медалей, используемых в качестве награды.
Как правило, выдаётся участнику, который занял третье место в каком-либо соревновании, состязании, либо показавший призовые показатели в каком-либо зачёте. Победители, занявшие первое и второе места, традиционно награждаются золотой и серебряной медалью соответственно.

## История
Концепция подобного знака отличия первоначально возникла в военном деле еще в средние века, но со временем, бронзовой медалью стали нередко отмечать и небоевые заслуги. Отчасти это произошло благодаря появлению в военной сфере более конкретизированных наград (например: Бронзовая медаль «За воинскую доблесть», Бронзовая медаль «Заслуженным на поле Славы» и т. д.).

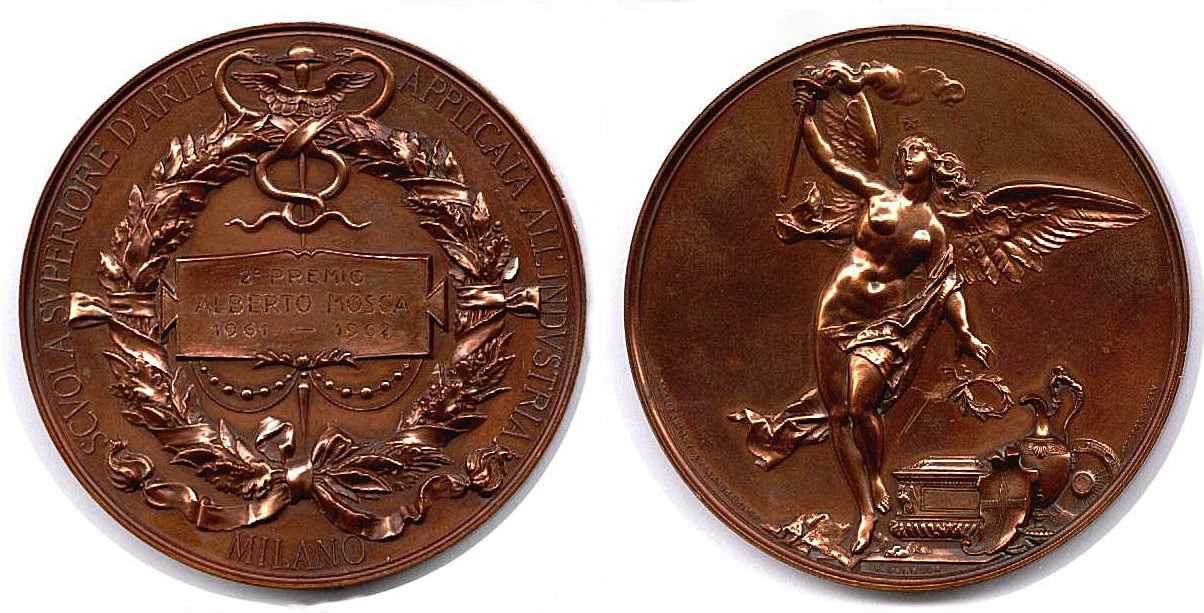
Бронзовая школьная медаль (Италия)

В более общем плане бронза традиционно является наиболее распространённым сплавом, используемым для изготовления всех видов высококачественных медалей, в том числе и художественных.
Исключения довольно редки, например, лауреатам Нобелевской премии вручается золотая медаль, которая, в отличие от большинства одноимённых наград, действительно изготовлена из чистого золота. Школьная медаль — знак отличия, выдаваемый по завершении среднего общего образования в школах Российской Федерации и странах бывшего СССР, — уже не изготовляется из золота или серебра; бронзовых школьных медалей в России в настоящее время также не существует, однако в некоторых странах (например в Италии) такие награды имеют место.
В состязаниях по некоторым видах спорта разыгрываются по две бронзовые медали. Так, в боксе её получают оба полуфиналиста, в то время как в дзюдо, тхэквондо, карате  и борьбе каждый полуфиналист оспаривает бронзовую медаль в схватке с победителем «утешительного турнира» (в котором принимают участие выбывшие на более ранних стадиях спортсмены). В то же время в чемпионате Европы по футболу бронзовая медаль вообще не разыгрывается.

## Олимпийские игры
В соревнованиях античных Олимпийских игр главной олимпийской наградой была не медаль, её учредили лишь на Олимпийских играх 1896 года; тогда медали призёров были серебряными вне зависимости от занятого ими места. Обычай вручения золотых, серебряных и бронзовых медалей для первых трёх мест был введен организаторами соревнований начиная с Олимпийских игр 1904 года, а затем быстро распространился и на многие другие спортивные мероприятия.